# LG 아이스크림3
LG 아이스크림3(LG Ice Cream III, LG-LU2700)은 LG전자가 2011년 2월에 출시한 휴대 전화이다.

## 주요 기능

### U+ 인터넷 전화
Wi-Fi 지역에서 인터넷과 더불어 인터넷 전화 기능을 사용할 수 있다.

### 지상파DMB
지상파DMB가 내장되어 있어 방송을 시청할 수 있다.

### 카메라
300만 화소의 뒷면 카메라가 부착되어 있으며, 플래시는 없다.

### 기타
- Wi-Fi
- 멀티태스킹
- 영상통화
- 전자사전
- MP3
- 블루투스
- 동영상